# Гликолят натрия
Гликоля́т на́трия — органическое соединение, соль натрия и гликолевой кислоты с химической формулой {\displaystyle {\ce {CH2(OH)COONa}}}, бесцветные кристаллы, растворяется в воде, образует кристаллогидраты.

## Получение
- Реакция гликолевой кислоты и гидроксида натрия:

{\displaystyle {\ce {NaOH + CH2(OH)COOH -> CH2(OH)COONa + H2O}}}.

## Физические свойства
Гликолят натрия образует бесцветные кристаллы.
Растворяется в воде, не растворяется в этаноле.
Образует кристаллогидраты состава {\displaystyle {\ce {CH2OHCOONa.nH2O,}}} где {\displaystyle {\ce {n}}} = 1 и 3.

## Химические свойства
В водном растворе гликолят натрия подвергается гидролизу с образованием гликолевой кислоты и гидроксида натрия.

## Применение
- Компонент составов для отделки текстиля, крашения шерсти, выделки кож.
- Входит в состав ванны при безэлектродном нанесении никеля.
- Используются в косметике, фармацевтике, пищевых добавках в качестве увлажнителя и консерванта.
- Медиатор в органическом синтезе в окислительно-восстановительных реакциях.